# グレゴリー・ペック
エルドレッド・グレゴリー・ペック（Eldred Gregory Peck、1916年4月5日 - 2003年6月12日）は、アメリカ合衆国カリフォルニア州サンディエゴ出身の俳優。

## プロフィール

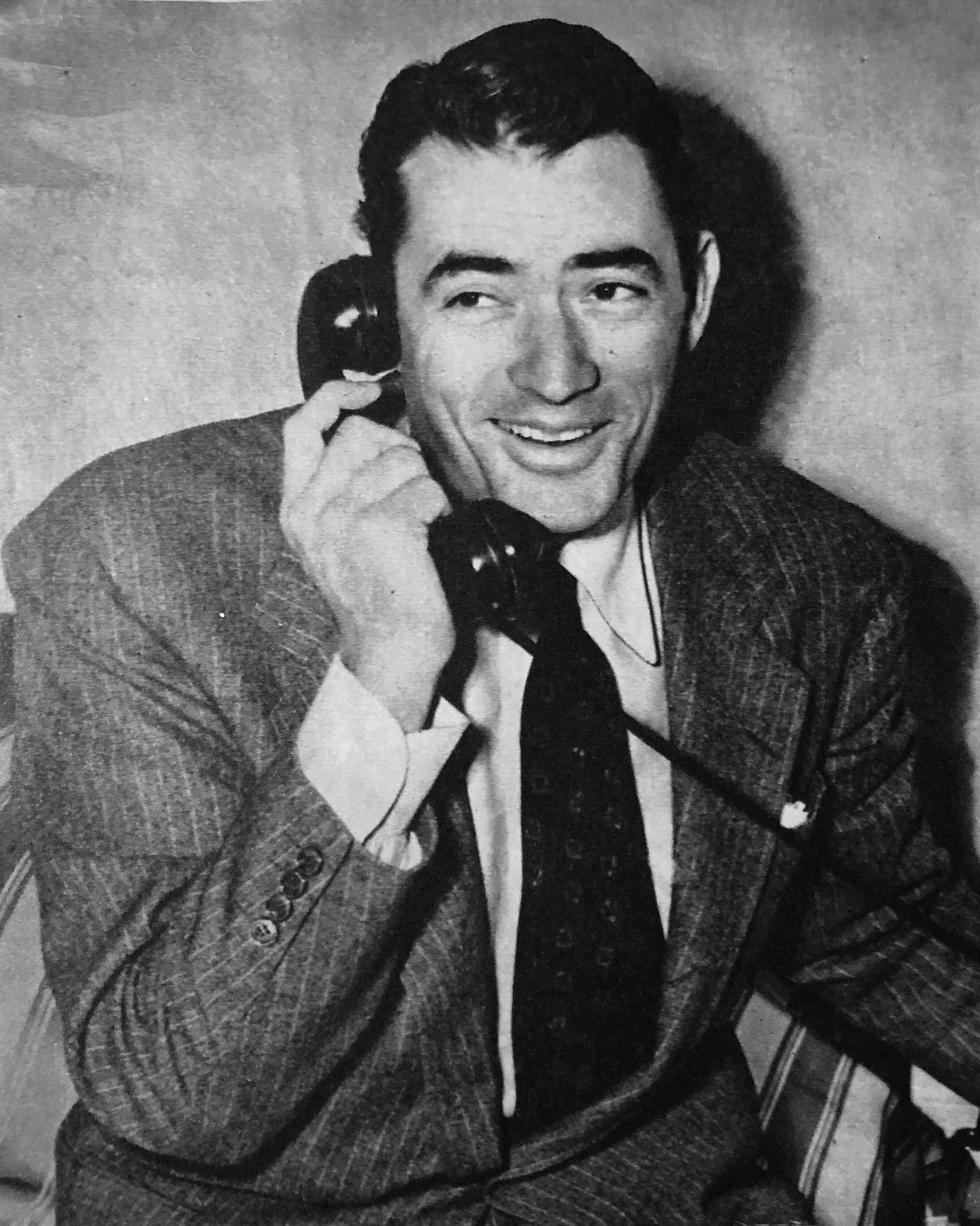
1954年

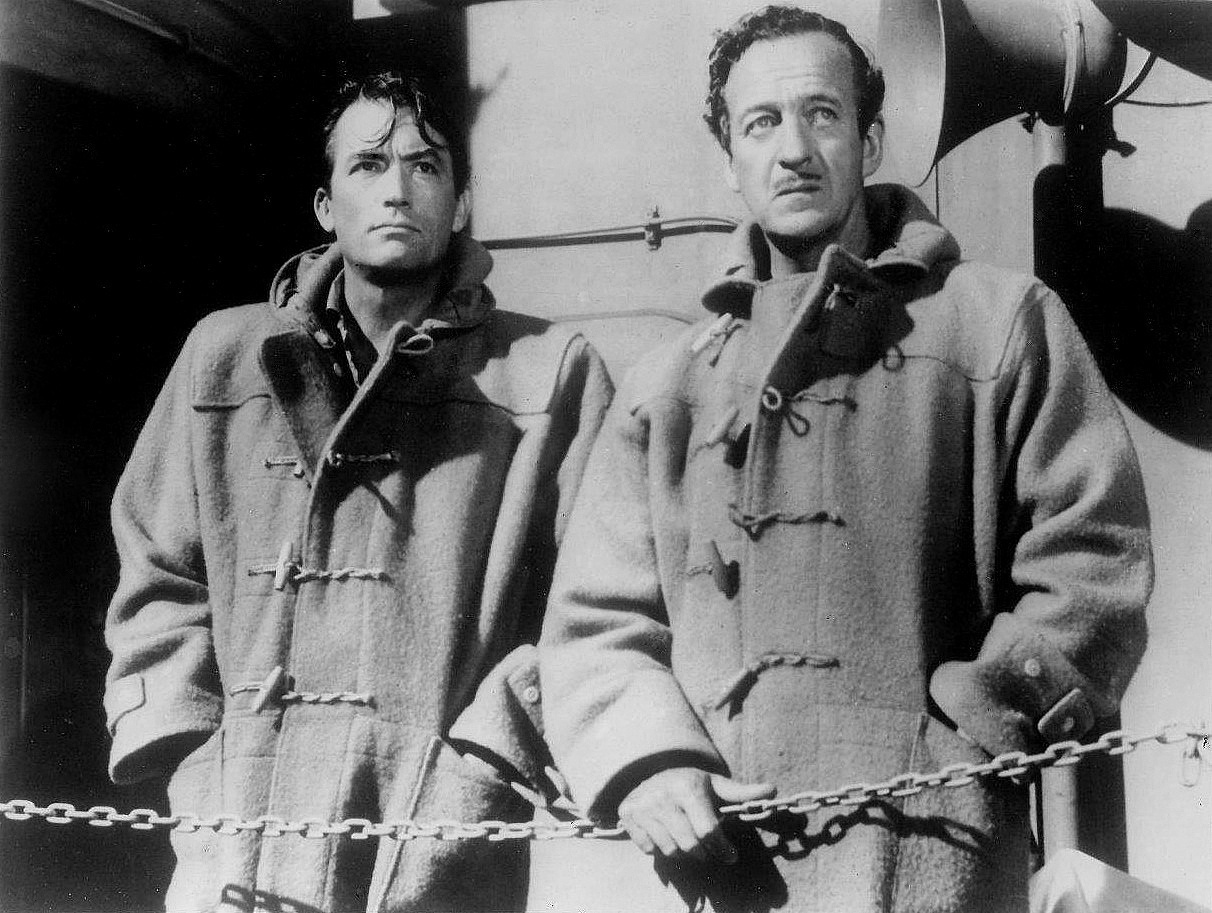
『ナバロンの要塞』（1961年）

アイルランドおよびイングランド系の父親とイングランド系の母親のもとに生まれる。
ボート競技の選手としてオリンピックを目指しカリフォルニア大学バークレー校に進学。ボート部に在籍し活躍するも、第二次世界大戦で開催中止となり不参加に終わるが、同時にボート練習で負った脊椎損傷のために兵役免除となる。薬剤師だった父の影響で医学を勉強していたが演劇に興味を覚え、卒業後ニューヨークに移って俳優養成学校のネイバーフッド・プレイハウスで演技を学んだ。大学在学中、学費を稼ぐために一年間休学し、運送会社にトラック運転士として勤務、ニューヨークの俳優修業中にも、劇場案内人やタクシー運転士を経験している。この時の経験が、後に一見不似合いなキャラクターである荒くれカウボーイ（白昼の決闘）、密漁船船長（世界を彼の腕に）、残忍な復讐鬼（無頼の群）、イカサマ賭博師（西部開拓史）、ベテラン偵察員（レッド・ムーン）等の演技に活かされることとなった。
ブロードウェイの劇場でデビュー後、1944年に映画デビュー。1946年の『子鹿物語』でアカデミー主演男優賞に初ノミネートされると、翌年にはユダヤ人問題を扱った社会派ドラマ『紳士協定』に出演し、2年連続で主演男優賞ノミネート、更に作品がアカデミー作品賞を受賞したことから一気にハリウッドでも指折りのスターとなる。
ウィリアム・ワイラー監督による『ローマの休日』の新聞記者役を演じた際にはオードリー・ヘプバーンの才能をいち早く見抜き、ヘプバーン本人を含めスタッフに様々な助言をし、映画を大成功に導き、ヘプバーンにとって最高の共演者となった。また共同製作者として同監督と組みチャールトン・ヘストンを招いた西部劇の名作『大いなる西部』では身長190cmという大男同士の格闘を演じた。
1962年には自主製作『アラバマ物語』で念願のアカデミー主演男優賞を受賞した。
ペックは初期のころからのイメージそのままに、1960年代後半から1970年代初頭までは、理知的で紳士な風貌が似合う役柄が大半を占めていたが、1976年のオカルト大作『オーメン』以降は打って変わって性格俳優的な雰囲気が漂うようになり、1978年『ブラジルから来た少年』では、マッドサイエンティストを演じるなど変貌を遂げ、カルト映画ファンからも一目置かれる存在になった。
1996年に一度現役引退を表明したが、2年後にはTV映画作品『モビー・ディック』に出演、テレビを中心に活躍した。亡くなった2003年には、アメリカン・フィルム・インスティチュートが選んだ「映画の登場人物ヒーローベスト50」の第1位に『アラバマ物語』のフィンチ弁護士が選ばれており、誠実で正義感にあふれる彼のキャラクターは現在でも人々に愛されている。
政治に関してはリベラルな発言が多かったため、リチャード・ニクソン大統領からは政敵リストに載せられるほど警戒されていたという。また、実際の彼も知的な紳士で、人格者として知られており、その人望を買われて政界進出の噂が周囲から出た（オーソン・ウェルズにも大統領になるよう薦められていたという）が、本人は「すでに自分は大統領役や歴史上の偉人をもう何人も演じている。もうこれだけで充分ではないか？」と答え完全否定。あくまで俳優として職を全うすることを公言したエピソードが知られる。
アカデミー協会の会長やハリウッド俳優組合の会長など各種映画団体の会長や理事、アメリカ癌協会などでも理事を務めた。ダブリン大学のフイルム・スクールの後援者でもあった。2度の結婚で5人の子供がいる。なお、『オーメン』の撮影の2か月前に息子を拳銃自殺で亡くしている。

## 主な出演作品
| 公開年 | 邦題 原題                                                 | 役名                               | 備考                                                                        |
| ------ | --------------------------------------------------------- | ---------------------------------- | --------------------------------------------------------------------------- |
| 1944   | 炎のロシア戦線 Days of Glory                              | ウラジミール                       | 別題『栄光の日々』                                                          |
| 1944   | 王國の鍵 The Keys of the Kingdom                          |                                    |                                                                             |
| 1945   | 愛の決断 The Valley of Decision                           | ポール・スコット                   |                                                                             |
| 1945   | 白い恐怖 Spellbound                                       | ジョン・バランタイン               |                                                                             |
| 1946   | 子鹿物語 The Yearling                                     | ペニー・バクスター                 | ゴールデングローブ賞 主演男優賞 (ドラマ部門) 受賞                           |
| 1946   | 白昼の決闘 Duel in the Sun                                |                                    |                                                                             |
| 1947   | 決死の猛獣狩り The Macomber Affair                        | ロバート・ウィルソン               |                                                                             |
| 1947   | 紳士協定 Gentleman's Agreement                            | フィリップ                         |                                                                             |
| 1947   | パラダイン夫人の恋 The Paradine Case                      | アンソニー・キーン                 |                                                                             |
| 1949   | 廃墟の群盗 Yellow Sky                                     | ジェームズ・ストレッチ・ドーソン   |                                                                             |
| 1949   | 頭上の敵機 Twelve O'Clock High                            | フランク・サベージ准将             |                                                                             |
| 1950   | 拳銃王 The Gunfighter                                     | ジム・リンゴ                       |                                                                             |
| 1951   | 艦長ホレーショ Captain Horatio Hornblower                 | ホレイショ・ホーンブロワー         |                                                                             |
| 1951   | 勇者のみ Only the Valiant                                 | リチャード・ランス                 |                                                                             |
| 1951   | 愛欲の十字路 David and Bathsheba                          | ダビデ                             |                                                                             |
| 1952   | 世界を彼の腕に The World in His Arms                      | ジョナサン・クラーク               |                                                                             |
| 1952   | キリマンジャロの雪 The Snows of Kilimanjaro               | ハリー・ストリート                 |                                                                             |
| 1953   | ローマの休日 Roman Holiday                                | ジョー・ブラッドレー               |                                                                             |
| 1954   | 春風と百万紙幣 The Million Pound Note                     | ヘンリー・アダムス                 |                                                                             |
| 1954   | 夜の人々 Night People                                     | スティーヴ・ヴァン・ダイク         |                                                                             |
| 1954   | 紫の平原 The Purple Plain                                 | ビル・フォレスター                 |                                                                             |
| 1956   | 灰色の服を着た男 The Man in the Gray Flannel Suit         | トム                               |                                                                             |
| 1956   | 白鯨 Moby Dick                                            | エイハブ船長                       |                                                                             |
| 1957   | バラの肌着 Designing Woman                                | マイク                             |                                                                             |
| 1958   | 無頼の群 The Bravados                                     | ジム・ダグラス                     |                                                                             |
| 1958   | 大いなる西部 The Big Country                              | ジェームズ・マッケイ               | 兼製作                                                                      |
| 1959   | 勝利なき戦い Pork Chop Hill                               | ジョー・クレモンス中尉             |                                                                             |
| 1959   | 悲愁 Beloved Infidel                                      | F・スコット・フィッツジェラルド    |                                                                             |
| 1959   | 渚にて On the Beach                                       | ドワイト・ライオネル・タワーズ艦長 |                                                                             |
| 1961   | ナバロンの要塞 The Guns of Navarone                       | キース・マロリー大尉               |                                                                             |
| 1962   | 恐怖の岬 Cape Fear                                        | サム・ボーデン                     |                                                                             |
| 1962   | 西部開拓史 How the West Was Won                           | クリーヴ・ヴァン・ヴェイレン       |                                                                             |
| 1962   | アラバマ物語 To kill a Mockingbird                        | アティカス・フィンチ               | アカデミー主演男優賞 受賞 ゴールデングローブ賞 主演男優賞 (ドラマ部門) 受賞 |
| 1963   | ニューマンという男 Captain Newman, M.D.                   | ニューマン                         |                                                                             |
| 1964   | 日曜日には鼠を殺せ Behold a Pale Horse                    | マヌエル                           |                                                                             |
| 1965   | 蜃気楼 Mirage                                             | デヴィッド                         |                                                                             |
| 1966   | アラベスク Arabesque                                      | デヴィッド・ポロック教授           |                                                                             |
| 1968   | レッド・ムーン The Stalking Moon                          | サム                               |                                                                             |
| 1969   | マッケンナの黄金 Mackenna's Gold                          | マッケンナ                         |                                                                             |
| 1969   | 0の決死圏 The Chairman                                    | ジョン・ハサウェイ                 |                                                                             |
| 1969   | 宇宙からの脱出 Marooned                                   | チャールズ・キース                 |                                                                             |
| 1971   | 新・ガンヒルの決闘 Shoot Out                              | クレイ                             |                                                                             |
| 1974   | 荒野のガンマン無宿 Billy Two Hats                         | アーチ・ディーンズ                 |                                                                             |
| 1976   | オーメン The Omen                                         | ロバート・ソーン                   |                                                                             |
| 1977   | マッカーサー MacArthur                                    | ダグラス・マッカーサー             |                                                                             |
| 1978   | ブラジルから来た少年 The Boys from Brazil                 | ヨーゼフ・メンゲレ博士             |                                                                             |
| 1980   | シーウルフ The Sea Wolves                                 | ルイス・ピュー中佐                 |                                                                             |
| 1982   | 引き裂かれた祖国/ブルー&グレイ The Blue and the Gray      | アブラハム・リンカーン             | テレビ・ミニシリーズ                                                        |
| 1983   | 赤と黒の十字架 The Scarlet and the Black                  | ヒュー・オフラハーティ司祭         | テレビ映画                                                                  |
| 1987   | サイレント・ボイス/愛は虹にのせて Amazing Grace and Chuck | 大統領                             |                                                                             |
| 1989   | 私が愛したグリンゴ Old Gringo                             | アンブローズ・ビアス               |                                                                             |
| 1991   | アザー・ピープルズ・マネー Other People's Money           | アンドルー・ジョーゲンソン         |                                                                             |
| 1991   | ケープ・フィアー Cape Fear                                | リー・ヘラー                       |                                                                             |
| 1993   | 愛のポートレイト/旅立ちの季節 The Portrait                |                                    | テレビ映画                                                                  |
| 1998   | モビー・ディック Moby Dick                                |                                    | テレビ映画                                                                  |

## 日本語吹き替え
1966年に『土曜洋画劇場』で『子鹿物語』が放送されてから、ほとんどの作品で城達也が専属（フィックス）として務めていた。
城は自身が吹き替えたペック出演作の中では『ローマの休日』『子鹿物語』『白鯨』の三本が印象深いと語り、特に『白鯨』は、収録後三日間声が思うように出なくなるほど執念を込めて演じたという。また、ペックについて「演じて出てくる優しさ、人柄の良さ」が好きだと語っていた。
このほかにも、小川真司、津嘉山正種、田中秀幸なども複数回、声を当てている。